# 부여중정리백제건물지
부여중정리백제건물지(扶餘中井里百濟建物址)는 대한민국 충청남도 부여군 부여읍 중정리에 있는 백제의 건물지이다. 1985년 7월 19일 충청남도의 기념물 제54호로 지정되었다.